# Rémi Maréval
Rémi Maréval (Domont, 24 febbraio 1983) è un ex calciatore francese, di ruolo difensore.